# Die Bettelgräfin
Die Bettelgräfin è un film muto del 1918 diretto da Joe May e da Bruno Ziener.

## Produzione
Il film fu prodotto dalla May-Film.

## Distribuzione
Il visto di censura (numero B.42596), registrato il 29 novembre 1918, ne proibiva la visione ai minori.
Distribuito dalla Universum Film (UFA), il film fu presentato all'U.T. Kurfürstendamm di Berlino il 29 novembre 1918.